# Dispositivo LUCAS

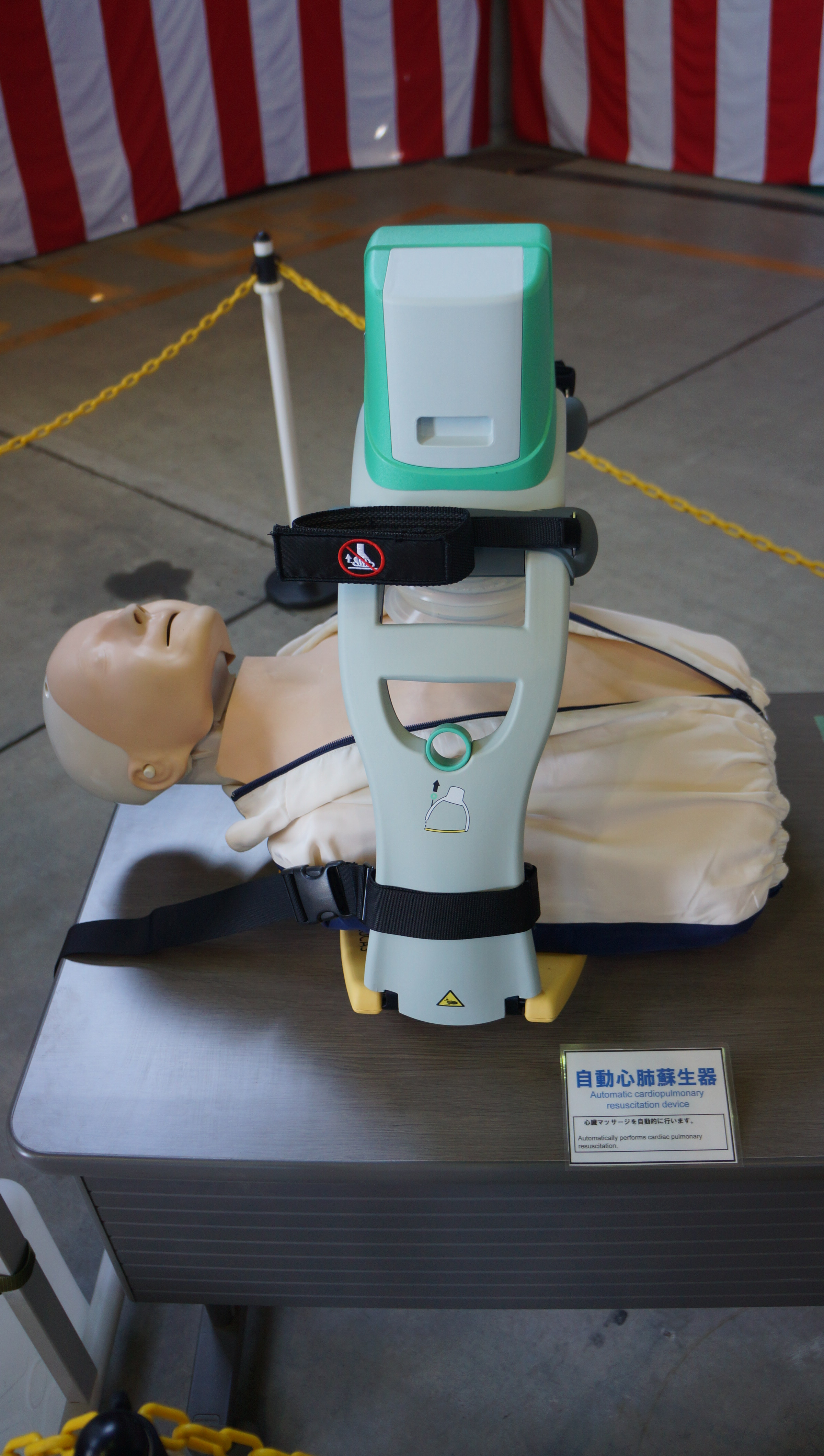
Dispositivo LUCAS 2 dimostrato su un manichino

Il dispositivo LUCAS (Lund University Cardiopulmonary Assist System) fornisce compressioni toraciche meccaniche ai pazienti in arresto cardiaco. Viene utilizzato principalmente in medicina d'emergenza-urgenza come alternativa alla RCP manuale perché fornisce compressioni costanti a una velocità fissa anche in condizioni di trasporto difficili ed elimina lo sforzo fisico della persona che esegue la RCP. La prima generazione del dispositivo LUCAS (rilasciata nel 2003) era pneumatica, mentre la seconda e la terza generazione sono alimentate a batteria.

## Sviluppo
Dopo aver osservato i paramedici che faticavano a eseguire la RCP manuale su un paziente mentre si trovavano sul retro di un'ambulanza in corsa, l'inventore norvegese Willy Vistung ebbe l'idea di un sistema pneumatico in grado di fornire compressioni toraciche meccaniche automatiche. Il chirurgo cardiotoracico Stig Steen sostenne l'idea di Vistung e, dopo la morte di Vistung, l'imprenditore svedese Lars Sunnanväder e Steen svilupparono il prototipo finale.  Steen e il suo team di ricerca hanno condotto studi presso l'ospedale universitario di Lund e nel 2000 Steen ha iniziato ad utilizzarlo clinicamente.
Nel 2003, le ambulanze svedesi hanno iniziato a utilizzare la prima generazione del dispositivo LUCAS, azionato pneumaticamente. Nel 2009, la seconda generazione di LUCAS, che aveva sia configurazioni pneumatiche che a batteria, è stata rilasciata in tutto il mondo. Nel 2016 è stata lanciata sul mercato la generazione più recente, LUCAS 3.

## Utilizzo
Il LUCAS può essere utilizzato sia in ambito ospedaliero che extraospedaliero. Le linee guida del 2015 dell'European Resuscitation Council non raccomandano l'uso della compressione toracica meccanica su base routinaria, ma rappresentano una buona alternativa per le situazioni in cui potrebbe essere difficile mantenere compressioni continue di alta qualità, o quando potrebbe essere troppo faticoso per il medico farlo. Tuttavia, un numero sempre maggiore di servizi di emergenza lo ha integrato nei propri protocolli ACLS, raccomandando solitamente l'applicazione del LUCAS dopo circa 15 minuti di RCP da parte dei soccorritori, senza successo.
Per posizionare il dispositivo sul paziente, il medico posiziona prima la piastra posteriore sotto il paziente. In questo modo si elimina "l'effetto materasso" e il dispositivo rimane in posizione. Successivamente, il medico fissa la parte superiore del dispositivo bloccando le gambe di supporto sui lati della tavola posteriore. Una volta che tutto è allineato correttamente, il medico può posizionare la ventosa sul torace del paziente e accenderla. Infine, il medico allaccerà la cinghia di stabilizzazione attorno alla parte posteriore del collo del paziente e fisserà i suoi polsi al dispositivo per facilitare il trasporto.
Il LUCAS può essere impostato su diverse velocità e modalità di compressione a seconda delle esigenze della situazione del paziente.

## Efficacia
Durante il trasporto in ambulanza, anche i rianimatori esperti possono avere difficoltà a mantenere compressioni efficaci con interruzioni minime. Il dispositivo LUCAS fornisce compressioni di alta qualità a una velocità continua, mentre fino a un terzo delle compressioni manuali possono essere errate. Nel 2013, un uomo di 68 anni si è ripreso completamente, senza deficit intellettivi o neurologici, in seguito ad un arresto cardiaco extraospedaliero per cui era stato sottoposto a 59 minuti di compressioni meccaniche su un dispositivo LUCAS.
I pazienti che subiscono un arresto cardiaco extraospedaliero non hanno probabilità significativamente più alte di ripresa della circolazione spontanea (ROSC) con un dispositivo LUCAS (33,3%) rispetto alla RCP manuale (33,0%). Non vi è una differenza significativa neanche nei soggetti che sopravvivono al ricovero ospedaliero: tasso di sopravvivenza del 22,7% per il gruppo LUCAS contro il 24,3% per il gruppo manuale 